# Comté de Gregg
Le comté de Gregg, en anglais : Gregg County, est un comté situé à l'est de l'État du Texas aux États-Unis.  Fondé le 7 mai 1873, son siège est la ville de Longview. Selon le recensement des États-Unis de 2020, sa population est de 124 239 habitants. Le comté a une superficie de 714 km2, dont 707,85 km2 en surfaces terrestres. Il est nommé en l'honneur de John Gregg, un général de l'Armée des États confédérés pendant la guerre de Sécession.

## Organisation du comté
Le comté est fondé le 7 mai 1873, à partir des terres du comté d'Upshur. Il est définitivement organisé et autonome, le 28 juin 1873. 
Le comté est baptisé en référence à John Gregg (en), général et héros de guerre de l'Armée des États confédérés.

## Géographie

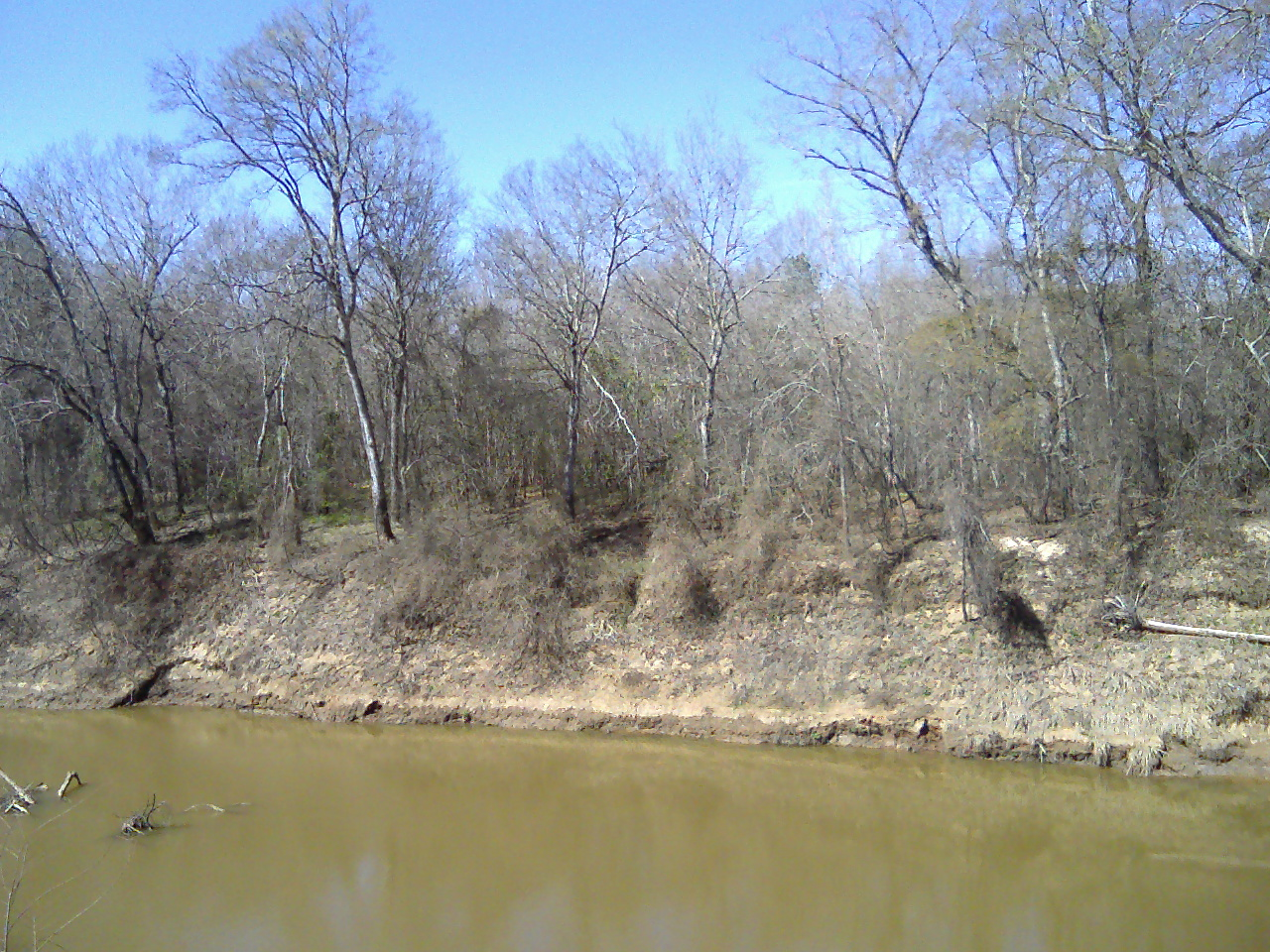
Le fleuve Sabine.

Le comté de Gregg se situe à l'est de l'État du Texas, aux États-Unis,.
Il a une superficie totale de 714,1 km2, composée de 707,85 km2 de terres et de 6,3 km2 de zones aquatiques.
L'altitude varie de 70 m à 160 m. Le comté de Gregg est drainé par le fleuve Sabine, qui traverse le comté du nord-ouest au sud-est, et ses affluents.

## Comtés adjacents
|                | Comté d'Upshur |                   |
| Comté de Smith | comté de Gregg | Comté de Harrison |
|                | Comté de Rusk  |                   |

## Démographie

Pyramide des âges du comté de Pecos (2000).

Lors du recensement de 2010, le comté comptait une population de 121 730 habitants. En 2017, la population est estimée à 123 367 habitants,.
| Groupes           | Comté de Gregg | Texas | États-Unis |
| ----------------- | -------------- | ----- | ---------- |
| Blancs            | 67,3           | 70,4  | 72,4       |
| Afro-Américains   | 20,0           | 11,9  | 12,6       |
| Autres            | 8,7            | 10,6  | 6,4        |
| Métis             | 2,3            | 2,5   | 2,7        |
| Asiatiques        | 1,1            | 3,8   | 4,8        |
| Amérindiens       | 0,6            | 0,7   | 0,9        |
| Total             | 100            | 100   | 100        |
|                   |                |       |            |
| Latino-Américains | 16,4           | 37,6  | 16,7       |

## Galerie

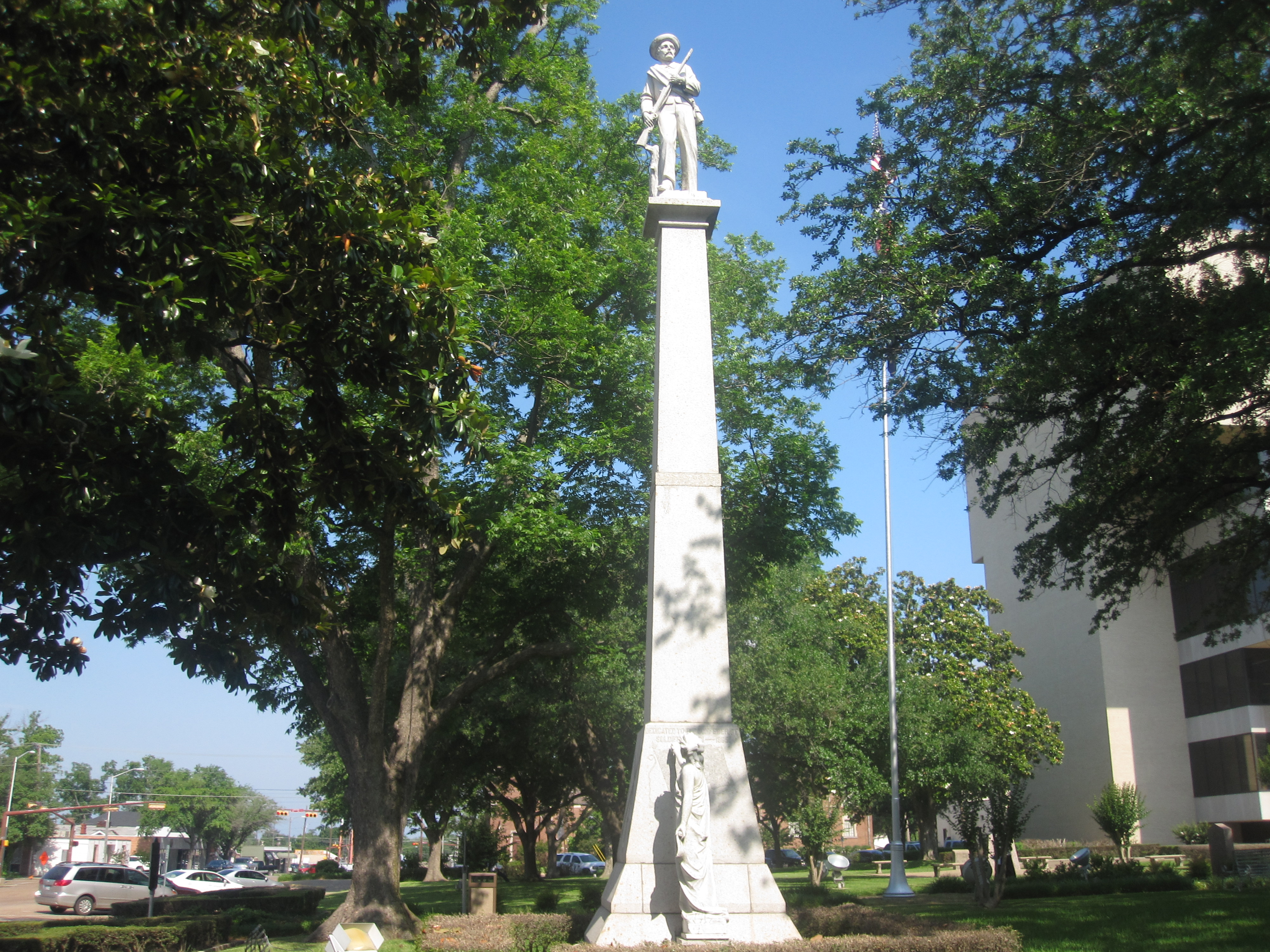
Le monument des confédérés à Longview.
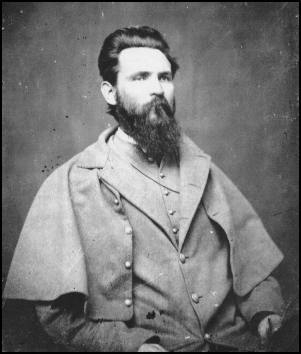
Le général de brigade John Gregg.